# Winfield (Alabama)
Winfield é uma cidade localizada no estado americano de Alabama, no Condado de Fayette e Condado de Marion.

## Demografia
Segundo o censo americano de 2000, a sua população era de 4540 habitantes.
Em 2006, foi estimada uma população de 4692, um aumento de 152 (3.3%).

## Geografia
De acordo com o United States Census Bureau, a localidade tem uma área de 42,1 km², dos quais 42,0 km² cobertos por terra e 0,1 km² cobertos por água. Winfield localiza-se a aproximadamente 167 m acima do nível do mar.

## Localidades na vizinhança
O diagrama seguinte representa as localidades num raio de 24 km ao redor de Winfield.